# Hofmeisteria mexiae
Hofmeisteria mexiae là một loài thực vật có hoa trong họ Cúc. Loài này được (B.L.Rob.) B.L.Turner mô tả khoa học đầu tiên năm 1992.